# 바이마르 헌법
바이마르 헌법(영어: Weimar Constitution, 독어: Weimarer Verfassung)은 1918년 11월 7일에 발생한 독일 11월 혁명이후 독일 제국이 붕괴하는데 혁명 이후 이듬해 8월에 만들어진 헌법이다.
이 헌법을 바탕으로 의회민주주의적인 바이마르 공화국이 탄생했다.
바이마르 헌법의 몇몇 조항은 현재의 독일 헌법에 그대로 남아 있다. 바이마르 헌법은 근대헌법상 처음으로 소유권의 의무성(사회성)을 강조하고 인간다운 생존(생존권)을 보장하는 등 20세기 현대 헌법의 전형이 되어 많은 민주주의 국가 헌법에 영향을 주었다.

## 바이마르 헌법 헌정사

### 기원
1848년 3월 혁명 이후 프랑크푸르트의 파울교회에서 1849년 3월 27일 개최된 독일제헌국민회의에서 오랜 토론 끝에 '독일 (제)국 헌법'이 채택되고 다음날 공표된다. 국민회의가 개최된 곳의 이름을 따서 '파울교회헌법' 또는 '프랑크푸르트 제국 헌법'이라 불린다.
파울교회헌법은 입헌군주제를 계획하고 있었다. 이 목적으로 황제 선출단은 프로이센의 국왕 프리드리히 빌헬름 4세를 독일 황제로 추대했다. 빌헬름 4세는 왕권신수설을 근거로 이를 거절한다. 이로 인해 파울교회헌법은 좌초된다.
1871년 4월 16일 이른바 비스마르크 헌법이 새 독일 제국의 헌법으로 효력을 갖게 된다. 이 헌법은 1866년의 북독일 연방 헌법에 기원을 두고 있었다. 오토 폰 비스마르크가 영향을 미친 이 헌법은 기본권에 대한 조항이 없었고 국가 기관에 대한 권한 규정을 제한하고 있었다. 또한 이 헌법은 국가 형태로 군주제를 규정하고 있었다.
이 비스마르크 헌법은 1919년 파울교회헌법을 지향하며 기본권 조항을 포함한 바이마르 헌법으로 대체되었다.
바이마르 헌법은 후고 프로스가 조문을 작성했는데, 그를 통해 로베르트 레드스롭스(Robert Redslobs)의 의회주의 이론의 영향을 받게 되었다.

### 헌법의 명칭 기원
헌법 제정을 논의한 도시의 이름을 따 바이마르 헌법이라 불린다. 그러나 실제로 헌법이 국가 대통령 프리드리히 에베르트에 의해 서명된 곳(법적 효력을 가지게 된 곳)은 슈바르츠부르크였다.

### 입헌 과정
1919년 1월 19일 제헌 국민회의 의원 선출을 위한 선거가 있었다. 이 선거에는 여성에게도 선거권과 피선거권이 주어졌으며 의석은 비례대표제로 배분되었다. 독일 사민당이 최대 의석을 확보했으며 중앙당, 독일 민주당과 연합해 소위 바이마르 연정을 구성했다.
1919년 2월 6일 국민회의는 첫 회의를 바이마르에서 개최하였다. 당시 베를린에서는 소요가 일어나고 있었으며 의원들의 안전과 독립성을 위해 회의를 다른 곳에서 열 수밖에 없었다. 바이마르가 선택된 것은 바이마르는 인본주의적 이상주의 전통의 상징성 때문이도 하지만 애초에 계획되었던 에르푸르트가 군사적으로 방어가 어렵다고 판단되었기 때문이기도 했다.
초안 작성은 당시 내무부 차관, 후에 장관을 지낸 후고 프로이스가 했다. 그 후에 국민 자문위원으로 막스 베버가 검토하는 일을 맡았으나 내용 수정은 가해지지 않았다.
연방 상원처럼 1871년 〈제국 헌법〉의 많은 요소들이 없어지거나 유명무실하게 되었다. 이를 둘러싸고 왕정옹호파와 공화파간의 많은 논쟁이 있었다. 1919년 7월 31일 국민회의는 새 헌법을 262대 75(불참 84)로 통과시켰다. 1919년 8월 11일 국가 대통령 프리드리히 에베르트는 슈바르츠부르크에서 헌법에 서명하고 공표하였다. 8월 11일은 독일에서 민주주의 시작을 기념하기 위해 바이마르 공화국의 국경일로 지정되었다.

### 나치 시대의 헌법 효력 지속
〈바이마르 헌법〉은 아돌프 히틀러가 1933년 1월 30일 정권을 잡은 이후에도 형식적으로 효력을 지속했다. 바이마르 헌법은 다양한 수단에 의해, 예컨대 국가 대통령의 국민과 국가보호를 위한 명령, 입법권을 정부에 위임하는 전권위임법 그리고 다양한 방식으로 사실상 효력을 잃어갔다. 1945년 6월 5일 연합군이 정권을 인수하면서 최종적으로 〈바이마르 헌법〉은 폐기되었다.

## 헌법의 내용
이 헌법은 독일 헌법 전통에 따라 기능적으로 3개 부분으로 나뉜다. 첫째로 국가와 연방주의 권한을 규정한다. 둘째는 국가 조직을 서술한 부분이다. 이 부분에는 국가 조직을 규정하고 그 권한을 서술한다. 마지막으로 국가와 시민 간의 관계를 규정하는 부분이다. 〈비스마르크 헌법〉과 달리 바이마르 헌법은 2부에서 많은 기본권 조항을 포함하고 있다.
다음으로 국가의 권한을 먼저 검토하고, 국가 조직(국가 상원, 국가 대통령과 국가 수상, 국가 의회, 국가 법원)을 개관하고 그 권한을 살피는 것이다. 마지막으로 국가와 시민의 관계(기본권, 기본의무)를 검토하는 것이다.

### 국가 조직

바이마르 헌법의 국가 구조

〈바이마르 헌법〉에 따른 독일의 국가 기관은 국가 대통령과 국가 정부, 국가 하원, 국가 상원, 국가 법원이었다.
독일은 국가 기관에 의해 움직였다. 국가 대통령의 존재는 독일국이 공화국임을 입증한다. 이 내용은 헌법 제1조에 잘 나타나있다. 국가 하원과 국가 대통령은 국민들에 의해 직접 선출되었고, 국민은 국민발의와 국민투표로 입법에 영향을 미칠 수 있었기 때문에 국가 권력구조의 형태는 대의민주주의와 직접민주주의의 혼합형태였다. 이런 내용은 헌법 제1조에서 다시 한번 강조하고 있다. 제국을 구성하는 모든 주는 자유 헌법을 가져야 하고, 주의 국민의 위임은 보통·평등·자유·비밀 선거와 모든 성인남녀의 비례대표에 의한 선거로 이루어져야 한다고 규정하고 있다(제17조). 이것을 통해 제국과 각주의 내부적 기본 구조는 같음이 보장된다.

#### 국가 하원
가장 중요한 기관은 국민에 의해 선출된 국가 하원이었다. 하원은 입법권과 정부 감사권을 가지고 있었다. 불신임 투표권은 의회주의적 성격을 드러내는 것이었다. 국가 하원의 임기는 4년이었다. 선거는 비례대표제의 원칙이 적용되었다. 이것은 정확히 정당의 득표에 비례해서 의회가 구성되는 것을 의미했다. 1871년의 국가 헌법부터
평등선거권이 도입되었다. 20세 이상의 모든 성인의 보통·비밀·평등·직접 선거와 비례대표제로 선출되는(제22조) 의원은 국민의 대표로서 양심에 따라 행동할 뿐이지 어떤 임무를 연관되어 있는 것은 아니었다(제25조).
이외에도 헌법이 개정되려면 재적 3분의 2 이상의 참석과 참석자의 3분의 2 이상의 찬성이나 국민 발의에 의해 이루어지는 국민 투표에서 과반수의 찬성을 얻을 때만 가능하도록 정해져 있었다(제76조). 모든 헌법 개정이 가능했던 것은 아니다. 권력 분립이나 연방제 같은 국가 구조에 관한 것을 불가능했다. 헌법 개정은 헌법 조항 자체를 개정하는 것이 아니라 특정 법률을 제정해 헌법에 포함시키는 형태로 이루어져야 했으며 그 개정도 한시적으로만 이루어질 수 있었다. 행정부에 입법권을 넘기는 전권 위임법도 헌법의 한시적 개정을 통해 가능했다.

#### 국가 대통령
국가 대통령은 국민의 직접선거로 선출된다. 35세가 넘어야 대통령 피선거권을 가질 수 있었다(제41조). 대통령의 임기는 7년이고 국가 하원의 3분의 2의 찬성으로 대통령 탄핵안이 국민투표에 붙여질 수 있었다(제43조). 대통령은 대외적으로 국가를 대표하며(제45조), 국군 통수권을 가지고 있었다(제47조). 또한 대통령은 국가의 평화를 위해 국민의 기본권을 제한할 수 있고 공공의 안전과 질서를 위해 필요한 수단을 동원할 수 있었다(제48조 제2항). 마지막으로 계엄령을 선포할 수 있었다.
바이마르 헌법에서 입헌 군주제에서 규정된 군주에 비교될 정도로 대통령은 강한 힘을 가지고 있었다. 대통령은 행정부와 총리를 임명, 해임할 수 있었고, 국민을 대표하며, 법관을 임명하고 국군을 통수했다. 제25조의 제국하원 해산권과 제48조의 비상사태 시 단독 통치권은 대통령은 막강한 권력을 잘 보여준다.

#### 국가 정부(내각)
국가 내각은 총리와 총리가 추천하는 장관들로 구성된다. 총리와 장관들의 의회에서 선출되는 것이 아니라 대통령이 임명한다. 제국 내각은 수평적 조직의 형태를 취했으며 각 장관은 자기 분야일은 스스로 결정했다(장관이 총리의 지시에 따라 일을 처리하지 않았다). 장관들은 법안이나 중요한 안건을 내각 내에서 사전 조정을 해야 했는데 여러 부에 관련된 일은 서로 합의에 이르지 못하는 경우도 있었다. 이 경우 총리의 지도력으로 조절하거나 정부 내에서 다수결로 결정하였다. 과부동수일 때는 총리가 결정하는 방식에 따랐다. 내각은 대통령의 허가를 받은 운영 규정을 가지고 있었다. 내각은 하원에 법안 제출권을 가지고 있었다. 상원에도 내각은 발안권을 가지고 있었다.
내각은 국가의 법률이 각 주에 제대로 실행되는가를 감독하는 최고 기관이었다. 내각은 상원의 동의로 관리 규정을 둘 수 있었다. 또한 내각은 관련 주 행정기관에 국법의 실행을 명령할 수도 있었다. 내각은 제국법의 실행을 감시하기 위해 주 정부나 대리인을 파견할 수 있는 권한이 있었다. 주 정부 산하 기관에도 주 정부의 동의를 얻어 파견할 수 있었다.
하원이 신임을 철회할 경우 총리와 장관들은 즉각 사임해야 한다(제54조). 의원 내각제를 따르고 있는 이 조항은 직전 헌법인 〈10월 헌법〉에서도 찾을 수 있다. 이 소극적 불신임 투표는 하원이 내각 전체 뿐만 아니라 개별 장관도 불신임투표의 대상이 될 수 있었다. 또한 이 불신임투표는 새로운 내각이나 장관이 의회에서 과반수를 확보하고 있지 않아도 가능했다. 실제로 국가사회주의노동자당(NSDAP)과 독일 공산당이 연합하여, 의회 다수를 확보한 적이 없는 바이마르 연정을 붕괴시키기 위해 소극적 불신임 투표가 사용되었다. 두 정당은 극과 극인 이념적 성향으로 연정을 구성할 수 없는 사이임에도 대안 없이 불신임을 난발했다. 제54조는 바이마르 공화국의 불안정화 가능성을 내포하고 있었다. 실제로도 바이마르 공화국(1919년-1933년) 기간 동안 21번의 내각이 들어섬으로써 현실로 나타났다.

#### 국가 상원
다른 헌법기관으로 국가 상원이 만들어졌다. 이 기관은 국가의 입법과 행정에서 주들을 대표했다(제60조). 각 주의 투표권수는 해당 주의 크기와 인구에 비례해서 배정되었다(61조 1항). 단 제61조 제1항의 4에 따라 크기와 상관없이 5분의 2의 투표권을 가질 수는 없었다. 이 조항에 따라 프로이센은 전체 66표 중 26표(순수 비례로 하면 53표)만을 배정받았다. 두 번째로 많이 받은 주는 바이에른으로 11표를 배정받았다.
상원은 하원에서 의결한 법률에 대한 거부권만을 행사할 수 있었다. 바이마르 헌법에서는 대통령이나 하원에 비해 상원의 권력은 상당히 작았다고 볼 수 있다.

### 2부: 독일인의 기본 권리와 의무

#### 개인
조항 109에서 118은 독일인의 개인적 권리를 명시한다. 독일인은 법 앞에 만인이 평등하다는 것이 주요 원칙이었다. 양성, 즉 남성과 여성은 동등한 권리와 의무를 지닌다. 사회적 계급과 특권은 폐지되었다. 귀족은 더 이상 인정되지 않았고, 귀족 직위를 부여하는 것도 중단되었다.
모든 독일 지역의 모든 독일 시민은 국가의 국민이다. 독일인들은 거주 이전의 자유를 가졌고, 재산권을 인정받았으며, 거래를 할 수 있었다. 그들은 이민을 할 수도, 이민을 올 수도 있었다. 또한 외국 공관에 대하여 국가의 보호를 받을 권리가 있었다.
외국인의 권리 또한 보장되었는데, 그들은 독일의 교육, 행정, 재판에서 모국어를 사용할 권리가 있었다.
다음과 같은 특정한 조항들이 있다.
-개인의 권리는 침해할 수 없다. 개인의 자유는 오로지 법률의 토대 위에서만 제한될 수 있다. 체포나 구금을 할 때에는 그 이유를 반드시 제시해야 했고, 체포를 거부할 기회도 주어진다. (단, 대통령이 조항48을 선포할 시에는 제한될 수도 있다.)
-독일인의 가정은 불가침이다.(단, 대통령이 조항48을 선포할 시에는 제한될 수도 있다.)
-우편, 전신, 전화를 이용한 통신 기록을 마음대로 열람할 수 없다. 즉, 사생활 침해는 불가능하다. (단, 대통령이 조항48을 선포할 시에는 제한될 수도 있다.)
-독일인은 언론, 출판, 이미지, 글 등을 통하여 자신의 생각을 자유롭게 표현할 수 있다. 이것이 구직을 막아서는 안 되며, 이런 표현의 자유를 이유로 불이익을 주어서는 안 된다. 검열은 금지다. (단, 대통령이 조항48을 선포할 시에는 제한될 수도 있다.)

#### 공동체 생활
조항 119부터 134까지는 독일인이 공동체와 맺는 상호관계에 대해서 기술하고 있다.
-독일인은 사전에 허락 없이도 집회를 할 수 있다. 단, 집회는 평화로워야 하며 무장되어선 안 된다. (단, 대통령이 계엄령조항48을 선포할 시에는 제한될 수도 있다.)
-독일인은 단체나 연대를 만들 권리가 있다. 또한, 이 단체가 법적인 지위를 가질 수도 있었다. 이러한 단체가 가진 정치적, 사회정치적, 종교적 목적 때문에 지위가 거부되어선 안 된다. (단, 대통령이 계엄령조항48을 선포할 시에는 제한될 수도 있다.)
-공무원은 특정 당이 아닌 국가를 섬긴다. 공무원들은 정치적 발언의 자유를 가질 수 있다.(단, 대통령이 계엄령조항48을 선포할 시에는 제한될 수도 있다.)
-시민들은 병역의 의무를 진다.(독일연방공화국 기본법 또는 헌법의 기본권에서는, 폭력을 거부하는 평화주의에 따른 병역거부 또는 양심적 병역거부를 인정하고 있음. 여기서 말하는 양심은 폭력을 거부하고, 생명을 존중하는 양심, 믿음을 말함. 독일 개신교회는 나치독일에 협력한 과오를 반성하기 위해, 양심적 병역거부를 인정하는 내용을 헌법에 넣는 일에 앞장섰다. 《종교와 평화》/박충구 지음/홍성사 참조)

#### 종교와 종교 공동체
독일인의 종교에 관련된 권리는 조항 135부터 141까지 쭉 나열되어 있다. 국민들은 양심과 신앙의 자유를 가진다. 자유로운 종교 행위는 헌법과 각 주에 의해서 보호를 받았다. 그러나 주립 교회는 존재하지 않았다.
나아가, 시민권의 행사와 정부 부처의 공무원 채용은 개인이 믿는 종교, 신앙과는 일절 관련이 없었다. 본인의 믿음에 대하여 공식적으로 선언하는 것은 필요 없었다. 누구도 정치 단체에 가입할 의무가 없었고 종교적인 맹세를 할 필요도 없었다.
이 세부의 다섯 조항은 이후 독일연방공화국 기본법에 그대로 포함되었고, 현존하는 독일 헌법에도 그대로 남아있다.

#### 교육과 학교
조항 142부터 150은 국가의 교육 기관에 대해서 명시하고 있다. 공교육은 각 주의 기관이 담당했고, 정부가 조절, 통제했다. 모든 것이 국가와 주와 지역 커뮤니티의 협업에 의해 이루어졌다. 초등교육은 의무적이었고, 18세부터 무료로 심화 교육 과정을 받을 수 있었다.
헌법은 또한 사립 교육에 대한 기틀도 마련했다. 이 또한 정부의 통제를 받았다. 사립 교육 기관은 종교 단체에서 운영되었고, 그에 따라 종교적 가르침이 교육 과정에 포함될 수도 있었다.

#### 경제 생활
조항 151부터 165까지는 경제에 관련된 내용이다. ‘경제는 정의의 원칙에 따른다’가 기본 원칙이었다. 경제적 자유는 모두에게 보장되었고, 모든 시민이 교양 있는 삶을 살 수 있게 하는 것이 목적이었다.
재산권 보장은 조항 153에 나와 있다. 징발, 징수는 오직 법률의 토대 위에서만 가능했고, 만약 국가가 징발을 한다 하더라도 오로지 공익을 목적으로 해야 했다. 또한, 징발을 할 때에는 적절한 보상을 꼭 해주어야 한다.
국가는 노동자들을, 지식인들을, 작가와 발명가와 예술가의 저작권을 보호했다. 노동조합(Union)을 만들고 작업 환경 개선을 요구하는 권리는 모든 직업에게 주어졌다. 자영업에 대한 보호도 마련되었다. 노동자들은 경제적 발전에 따라 임금 인상과 작업 환경 개선에 대한 요구를 할 권리가 있었다.

## 노동권
바이마르 헌법에서는 노동삼권 곧 단결권, 단체교섭권, 단체행동권을 노동자의 권리 곧 노동인권으로 존중하고 있다. 이는 독일제국에서 노동자 탄압법으로써 단체행동권을 억압한 노동인권 탄압을 헌법으로써 개혁한 것이다. 대한민국의 헌법에서도 노동삼권을 존중하고 있다.